# فرديناند فون شيل
فرديناند فون شيل (بالألمانية: Ferdinand von Schill)‏ (و. 1776 – 1809 م) هو ضابط ألماني، ويحمل رتبة عسكرية رائد، توفي في شترالزوند، عن عمر يناهز 33 عاماً.

## جوائز
حصل على جوائز منها:

وسام الاستحقاق